# Edward Law (1. hrabia Ellenborough)
Edward Law, 1. hrabia Ellenborough GCB (ur. 8 września 1790, zm. 22 grudnia 1871) – brytyjski arystokrata i polityk, członek stronnictwa torysów i Partii Konserwatywnej, minister w rządach księcia Wellington, Roberta Peela i lorda Derby’ego.
Był najstarszym synem Edwarda Lawa, 1. barona Ellenborough, i Anne Towry, córki kapitana George’a Towry’ego. Wykształcenie odebrał w Eton College oraz w St John’s College na Uniwersytecie Cambridge . W 1813 r. został wybrany do Izby Gmin z okręgu Mitchell. Po śmierci ojca w 1818 r. odziedziczył tytuł 2. barona Ellenborough i zasiadł w Izbie Lordów. Był dwukrotnie żonaty. Jego drugą żoną była Jane Digby. Edward miał z nią jednego syna, Arthura Dudleya (1828–1830).
W 1828 r. Ellenborough został Lordem Tajnej Pieczęci i przewodniczącym Rady Kontroli w rządzie Wellingtona. W 1829 r. przestał być Lordem Tajnej Pieczęci, ale na drugim stanowisku utrzymał się do upadku gabinetu w 1830 r. Na czele Rady Kontroli stanął ponownie w latach 1834–1835 i w 1841 r. Następnie został mianowany gubernatorem generalnym Indii. Ellenborough przybył do Indii „aby przywrócić pokój w Azji”, ale jego 2,5-letnia kadencja upłynęła pod znakiem konfliktów zbrojnych.
Niedługo po przybyciu do Indii gubernator otrzymał wieści o masakrze brytyjskiej armii podczas odwrotu z Kabulu i oblężeniu Ghazni oraz Dżalalabadu. Wkrótce sytuacja w Afganistanie wyjaśniła się na korzyść Brytyjczyków po sukcesach generałów Pollocka i Notta. Dowodzona przez nich karna ekspedycja zdobyła i spaliła Kabul. Brytyjczycy osadzili na afgańskim tronie emira Dosta Mohammada, którego sami obalili trzy lata wcześniej, na początku wojny afgańskiej. Ellenborough powiedział wówczas: Niech Afganistan ma swego emira, niech powróci tam anarchia! . W 1843 r. generał Charles James Napier podbił Sindh, który został przyłączony do Indii. Zwierzchnictwu brytyjskiemu poddano również Gwalior. Ellenborough stale znajdował się w konflikcie z dygnitarzami Kompanii Wschodnioindyjskiej. Ostatecznie w 1844 r. Ellenborough został odwołany ze stanowiska.
Pomimo tego po powrocie do kraju gubernator otrzymał tytuł hrabiego Ellenborough oraz podziękowania od parlamentu. W 1846 r. został na krótko pierwszym lordem Admiralicji. W 1858 r. po raz czwarty stanął na czele Rady Kontroli. Rozpoczął pracę na ustawą zmieniającą zarząd nad Indiami, który od Kompanii Wschodnioindyjskiej miał przejść w ręce Korony. Popadł jednak w konflikt z gubernatorem generalnym Indii, lordem Canningiem i rychło musiał podać się do dymisji. Reforma została przeprowadzona przez jego następcę, lorda Stanleya.
Zmarł w 1871 r. Wraz z jego śmiercią wygasł tytuł hrabiego. Tytuł barona odziedziczył jego bratanek, Charles Towry-Law.